# La Robliza
La Robliza o Robriza es una montaña de la cordillera Cantábrica ubicada en el macizo occidental de los Picos de Europa. Tiene 2246 metros de altitud y pertenece al mismo grupo montañoso donde se localiza Peña Blanca (2194 m). El Joón de Oliseda y la Horcada Arenizas separan por el norte La Robliza y Peña Blanca del pico Cuvicente y la Torre de la Celada.
De acuerdo con la línea divisoria que trazan los mapas, La Robliza se ubica en la provincia de León.

## Toponimia
Robliza o Robriza son las dos variantes del nombre de esta montaña. Asumiendo que su etimología no puede proceder de roble, puesto que los robledales más cercanos distan mucho de esta zona, se propone el adjetivo latino ruber rubra rubrum ´´rojo`` como posible origen. Tal hipótesis se explicaría por la tonalidad rojiza que puede adquirir la roca de la montaña en función de la luz, la hora del día y la estación del año. 
En caso de aceptar esta hipótesis, la variante genuina del nombre sería Robriza frente a Robliza. Esta segunda variante (con /l/ en lugar de /r/) se explica por disimilación.

## Rutas de acceso
Desde Asturias, la ruta de montañismo habitual para acceder a La Robliza parte de la vega de Ario y pasa por el collado Los Tiros y el collado Llambredas. Desde León, la ruta parte de Caín y sube por la canal de Mesones o por la canal de La Jerrera. 
La variante de ascender por la canal de La Jerrera es interesante si se asciende primero a Peña Blanca. De lo contrario, partiendo de Caín, lo más directo es subir por la canal de Mesones.
La ascensión a La Robliza, que es una de las ascensiones más aéreas de los Picos de Europa, se hace trepando sin material de escalada. Los agarres que ofrece la roca permiten coronar esta montaña tras una sucesión de trepadas y destrepadas muy expuestas al vacío, donde no se permite error alguno.